# Els Àngels (Baix Llobregat)
Els Àngels és un barri (entitat singular de població) del municipi de Castellví de Rosanes (Baix Llobregat) situat al nord-oest del poble entre el polígon industrial Rosanes i l'autopista AP-7 i al marge esquerre del torrent dels Àngels (afluent de l'Anoia). Actualment hi viuen 8 persones (2020).
El barri dels Àngels s'articula a l'entorn de la capella on es venera la Mare de Déu dels Àngels. L'edifici, un dels més antics que resten dempeus al terme, té gravada a la llinda de la porta d’entrada la data de 1740. Annex a la capella, hi ha el cementiri del municipi.
És molt tradicional l’aplec que s'hi celebra amb motiu de la Mare de Déu dels Àngels, del qual ja se n’han fet més de 50 edicions. Al barri s'hi arriba a través del camí que neix de l’avinguda d’Europa, situada al polígon industrial Rosanes.
El barri del Àngels encara conserva edificacions del que va ser l'antic nucli històric del municipi, amb cases del 1750, a prop de la capella dels Àngels, que es construí cap al 1204. Les cases pertanyen al Bisbat de Sant Feliu pel fet que un mossèn les va adquirir amb diners propis per tal d'evitar que no hi visquessin persones que no fossin afectes a l'Església.